# 嘉善黄酒
嘉善黄酒，是中國浙江省嘉善縣所產的黄酒。嘉善的酿造业在明清时代已非常发达，嘉善黄酒以糯米作原料，加陈年黄酒，于冬季采用传统配方和工艺酿造而成。

## 历史
据《西塘镇志》记载，明万历四十六年（公元1618年），嘉善县西塘镇人陆美煌创办了“陆家槽坊”，其所酿黄酒“梅花三白”享有盛名，有“陆酒”之美誉。到他的孙子陆景陶的时候，酒坊遍及全镇，喝“三白酒”成了当时的时尚。陆氏后人清末举人陆炳琦（生于1868年）所著诗词《平川棹歌》可以佐证：“酒家两字我承当，遗法群师陆美煌。墓侧一潭秋水碧，子孙嗜酒尽高阳。”